# Coccomyces clavatus
Coccomyces clavatus är en svampart som beskrevs av P.R. Johnst. 1986. Coccomyces clavatus ingår i släktet Coccomyces och familjen Rhytismataceae.   Inga underarter finns listade i Catalogue of Life.